# تتل‌تلز
تتل‌تلز (به انگلیسی: TattleTales) دومین آلبوم استودیویی توسط خواننده رپ آمریکایی سیکس ناین است که در ۴ سپتامبر ۲۰۲۰ منتشر شد. تتل‌تلز به‌عنوان دنباله دامی بوی است، که اندکی پس از دستگیری سیکس ناین در نوامبر ۲۰۱۸ منتشر شد شد. این آلبوم شامل همکاری با هنرمندان میهمانانی ازجمله ایکان و نیکی میناژ است.

## زمینه
این اولین آلبوم سیکس‌ناین از زمان آزادی در زندان است. پس از بازگشت از زندان، او در روز تولدش اولین تک آهنگ خود از آلبوم باعنوان «گوبا» را در ۸ مه ۲۰۲۰ منتشر کرد. پس از آن تک آهنگ‌های بعدی «ترولز»، «یایا» و «پونامی» منتشر شدند. همچنین «ترولز» موفق به کسب رتبه یک در ۱۰۰ آهنگ داغ بیلبورد ایالات متحده شد.

## عملکرد تجاری
تتل‌تلز در هفته اول با ۵۳۰۰۰ واحد معادل آلبوم در رتبه چهارم بیلبورد ۲۰۰ ایالات متحده قرار گرفت و به سومین رتبه برتر این خواننده رپ شد. این آلبوم ۳۲۰۰۰ نسخه به صورت فیزیکی که بیشتر از طریق بسته‌های کالا بود، به فروش رساند و در هفته منتهی به ۱۹ سپتامبر در مجموع ۳۲٫۹۴ میلیون استریم درخواستی از قطعه‌های آلبوم را دریافت کرد.

## فهرست قطعه
| فهرست قطعه‌های تتل‌تلز | فهرست قطعه‌های تتل‌تلز        | فهرست قطعه‌های تتل‌تلز |
| شماره                | نام                         | مدت                  |
| -------------------- | --------------------------- | -------------------- |
| ۱.                   | «قفل شده قطعه ۲» (با ایکان) | ۳:۲۳                 |
| ۲.                   | «توتو»                      | ۲:۴۴                 |
| ۳.                   | «گوبا»                      | ۲:۱۲                 |
| ۴.                   | «صبر کن»                    | ۱:۴۹                 |
| ۵.                   | «چارلی» (با همراهی Smilez)  | ۲:۰۱                 |
| ۶.                   | «ترولز» (با نیکی میناژ)     | ۳:۲۲                 |
| ۷.                   | «نینی» (با همراهی لفت‌ساید)  | ۲:۱۷                 |
| ۸.                   | «پونانی»                    | ۱:۵۵                 |
| ۹.                   | «یایا»                      | ۲:۲۹                 |
| ۱۰.                  | «لیا» (یا ایکان)            | ۲:۵۷                 |
| ۱۱.                  | «گاتا» (با همراهی لیل‌ای‌کی)  | ۱:۵۲                 |
| ۱۲.                  | «جی‌تی‌ال»                    | ۲:۲۰                 |
| ۱۳.                  | «ایوا»                      | ۲:۰۴                 |
| مجموع مدت:           | مجموع مدت:                  | ۳۱:۲۵                |

| نسخه گسترده (قطعه‌های اضافی) | نسخه گسترده (قطعه‌های اضافی)              | نسخه گسترده (قطعه‌های اضافی) |
| شماره                       | نام                                      | مدت                         |
| --------------------------- | ---------------------------------------- | --------------------------- |
| ۱۴.                         | «R.E.D.» (با اسلیمان)                    | ۱:۴۱                        |
| ۱۵.                         | «ترولز (نسخه آلترناتیو)» (با نیکی میناژ) | ۳:۰۵                        |
| مجموع مدت:                  | مجموع مدت:                               | ۳۵:۱۱                       |

## جدول‌ها
| جدول (۲۰۲۰)                                   | اوج موقعیت |
| --------------------------------------------- | ---------- |
| آلبوم‌های استرالیایی (جدول‌های ای‌آرآی‌ای)        | ۳۹         |
| آلبوم‌های بلژیکی (اولتراتاپ فلاندرز)           | ۲۵         |
| آلبوم‌های بلژیکی (اولتراتاپ والونیا)           | ۳۲         |
| آلبوم‌های هلندی (جدول‌های هلند)                 | ۳۱         |
| آلبوم‌های فنلاندی (جدول رسمی فنلاند)           | ۱۵         |
| آلبوم‌های آلمانی (۱۰۰ آلبوم برتر رسمی)         | ۳۹         |
| آلبوم‌های ایرلندی (شرکت جدول‌های رسمی)          | ۲۳         |
| آلبوم‌های نیوزیلند (جدول رسمی موسیقی نیوزیلند) | ۳۳         |
| آلبوم‌های نروژی (وی‌جی-لیستا)                   | ۹          |
| آلبوم‌های سوئدی (Sverigetopplistan)            | ۲۴         |
| آلبوم‌های بریتانیا (شرکت جدول‌های رسمی)         | ۲۷         |
| بیلبورد ۲۰۰ ایالات متحده                      | 4          |